# آدم سالاي
آدم سالاي (بالمجرية: Ádám Szalai)‏ ( 9 ديسمبر 1987– ) لاعب كرة قدم مجري يلعب حاليًا لصالح نادي بازل السويسري في مركز الهجوم .
قضى معظم حياته المهنية في ألمانيا ، حيث وقع في عام 2004 مع شتوتغارت وواصل تمثيله في الدوري الألماني أندية مثل ماينز 05، شالكه 04، هوفنهايم وهانوفر 96. كما لعب ثلاث سنوات في إسبانيا مع ريال مدريد كاستيا.

## روابط خارجية
- آدم سالاي على موقع الاتحاد الدولي (مؤرشف)  (الإنجليزية)
- آدم سالاي على موقع الاتحاد الأوربي (الإنجليزية)
- آدم سالاي على موقع قاعدة بيانات كرة القدم.إي يو (الإنجليزية)
- آدم سالاي على موقع بيانات كرة القدم. دي إي (الألمانية)
- آدم سالاي على موقع ناشيونال فوتبول تيمز (الإنجليزية)
- آدم سالاي على موقع Soccerway.com (الإنجليزية)
- آدم سالاي على موقع عالم كرة القدم.نت (الإنجليزية)
- آدم سالاي على موقع AS.com (الإسبانية)